# هارولد ريختر
هارولد ريختر (بالإنجليزية: Harold Richter)‏ هو سياسي أسترالي، ولد في 17 يناير 1906 في إبسوتش في أستراليا، وتوفي في 18 يونيو 1979 في Coorparoo, Queensland ‏ في أستراليا. نشط حزبياً في الحزب الوطني الأسترالي في كوينزلاند ‏. وقد انتخب عضو المجلس التشريعي ولاية كوينزلاند.